# Пантелиха (Тверская область)
Пантелиха — деревня в Лихославльском районе Тверской области.

## География
Находится в центральной части Тверской области на расстоянии приблизительно 27 км на север по прямой от районного центра города Лихославль.

## История
Деревня была отмечена ещё на карте Менде, состояние местности на которой соответствует 1848 году. В 1859 году здесь (тогда деревня Пантелеиха Вышневолоцкого уезда) было учтено 15 дворов. До 2021 года деревня входила в Станское сельское поселение Лихославльского района до его упразднения.

## Население
Численность населения: 88 человек (1859 год), 14 (карелы 50 %, русские 43 %) в 2002 году, 8 в 2010.